# One Big Happy
One Big Happy est une série télévisée américaine en six épisodes de 22 minutes créée par Liz Feldman et diffusée entre le 17 mars et le 28 avril 2015 sur le réseau NBC.
Cette série est inédite dans tous les pays francophones.

## Distribution

### Acteurs principaux
- Elisha Cuthbert : Lizzy
- Nick Zano : Luke
- Kelly Brook : Prudence
- Rebecca Corry (en) : Leisha
- Chris Williams (en) : Roy
- Brandon Mychal Smith : Marcus

### Invités
- Brooke Lyons : Erica (épisode 2)
- Erinn Hayes : Kate (épisode 3)
- Bob Glouberman (en) : Dr Levine (épisode 3)
- Steve Valentine : Martin (épisode 5)
- Karen Maruyama : Minister (épisode 6)

## Production
Le 28 janvier 2014, NBC commande officiellement un pilote, qui est produit par Ellen DeGeneres et scénarisée par Liz Feldman,.
Le 9 mai 2014, le réseau NBC annonce officiellement après le visionnage du pilote, la commande du projet de série,.
Le 12 décembre 2014, NBC annonce la date de diffusion de la série au 17 mars 2015,.
Le 8 mai 2015, la série est annulée.

### Casting
Les rôles ont été attribués dans cet ordre : Nick Zano, Elisha Cuthbert, Brandon Mychal Smith, Rebecca Corry, Kelly Brooket Chris Williams.

## Épisodes
| № | Titre                 | Réalisation         | Scénario              | Première diffusion | Audience (millions) |
| - | --------------------- | ------------------- | --------------------- | ------------------ | ------------------- |
| 1 | Pilot                 | Scott Ellis (en)    | Liz Feldman (en)      | 17 mars 2015       | 5,47                |
| 2 | Out of the Closet     | David Trainer (en)  | Liz Feldman           | 24 mars 2015       | 3,79                |
| 3 | Crushing It           | Linda Mendoza (en)  | Vanessa McCarthy (en) | 31 mars 2015       | 3,82                |
| 4 | Flight Risk           | Shelley Jensen (en) | Nastaran Dibai        | 14 avril 2015      | 3,57                |
| 5 | A Tale of Two Hubbies | Katy Garretson (en) | Gregg Mettler         | 21 avril 2015      | 3,76                |
| 6 | Wedlocked             | Shelley Jensen      | Liz Feldman           | 28 avril 2015      | 3,08                |

## Audiences

### Aux États-Unis
Le mardi 17 mars 2015, l’épisode pilote de la série réalise un démarrage passable en réunissant 5,47 millions de téléspectateurs, et un taux de 1,6 % sur les 18/49 ans, la cible prisée des annonceurs américains. Ensuite les audiences chutent sous les 4 millions de téléspectateurs.